# 斯普林代爾鎮區 (愛荷華州錫達縣)
斯普林代爾鎮區（英語：Springdale Township）是位於美國愛荷華州錫達縣的一個行政鎮區。

## 地方資料
根據2010年美國人口普查的數據，斯普林代爾鎮區的面積為94.21平方千米，當中陸地面積為94.21平方千米，而水域面積為0.00平方千米。當地共有人口2857人，而人口密度為每平方千米30.33人。